# Martha Logan
 (décembre 2009).
Si vous disposez d'ouvrages ou d'articles de référence ou si vous connaissez des sites web de qualité traitant du thème abordé ici, merci de compléter l'article en donnant les références utiles à sa vérifiabilité et en les liant à la section « Notes et références ».
Pour les articles homonymes, voir Logan.

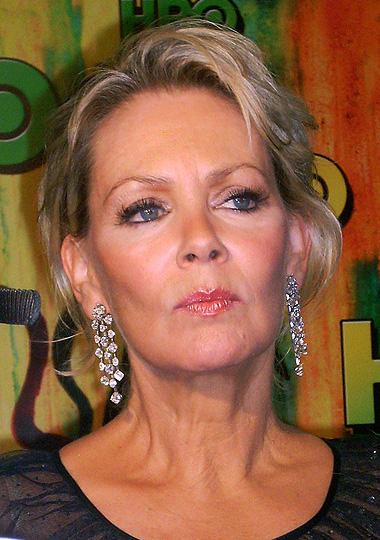
Jean Smart (2008)

Martha Logan est un personnage fictif de la série 24 heures chrono apparaissant dans les saisons 5 et 6, elle est la femme du vice-président puis président Charles Logan. Son personnage est interprété par Jean Smart.

## Apparitions
Son personnage totalise 28 apparitions dans la série.

### Saison 5
Martha Logan fait partie des personnages réguliers de la saison 5, elle apparait dans tous les épisodes. Martha est une première dame qui est atteinte de problèmes psychiatriques à cause de son anxiété et qui a déjà fait un séjour en hôpital psychiatrique. Lorsqu'elle découvrira la trahison de son mari, celui-ci la fera à nouveau passer pour folle. À la fin de la saison, elle aidera Jack Bauer à piéger son mari ; les autres  personnes au courant de la trahison de Logan et qui veulent le prouver sont Audrey Raines, Chloe O'Brian, Bill Buchanan, Karen Hayes, Wayne Palmer, Mike Novick et Aaron Pierce.

### Saison 6
Son personnage reviendra pour 4 épisodes dans cette saison. Elle devra aider Jack Bauer et son ex mari Charles Logan alors qu'elle est en couple avec Aaron Pierce. Elle poignardera Charles, on ne sait pas exactement ce qui lui arrive ensuite. On sait qu'il ne meurt pas, puisqu'il apparait dans la saison 8.